# Waco E
La Waco E es una pequeña familia de biplanos de cabina estadounidenses construidos entre 1939 y 1942, que diferían principalmente en la instalación motora.

## Diseño y desarrollo
La serie E fue el desarrollo final de la línea de diseños de biplanos de Waco de preguerra. Un cuatro plazas reales, tenía las mejores prestaciones de todos los Waco. Volado por primera vez en 1939, tenía un fuselaje mucho más esbelto y aerodinámico que los anteriores modelos Waco C y S, y alas muy escalonadas de cuerda paralela y envergadura desigual con puntas redondeadas. Las alas estaban recubiertas de contrachapado, y también tenían cables de arriostramiento cruzado entre las alas en lugar de los sólidos soportes usados en modelos previos.
Los motores variaban en potencia desde los 213 a 336 kW (285 a 450 hp), dándoles a la serie E una alta velocidad de crucero para la época de 314 km/h. La producción se detuvo en 1942.
Nota: el Waco GXE de 1929/30 fue un diseño de biplano sin relación con alas no escalonadas.

## Historia operacional
La serie E fue vendida a propietarios adinerados que requerían el confort de una cabina totalmente cerrada y un alta velocidad de crucero, combinados con un alcance mayor. Gracias a las buenas prestaciones del modelo, 15 ejemplares fueron requisados por las Fuerzas Aéreas del Ejército de los Estados Unidos durante la Segunda Guerra Mundial para realizar tareas de comunicaciones, como UC-72. Varios de los ejemplares de las USAAF volvieron al uso civil tras el final de la guerra y cinco aviones serie E permanecían en estado de vuelo en 2001.

## Variantes

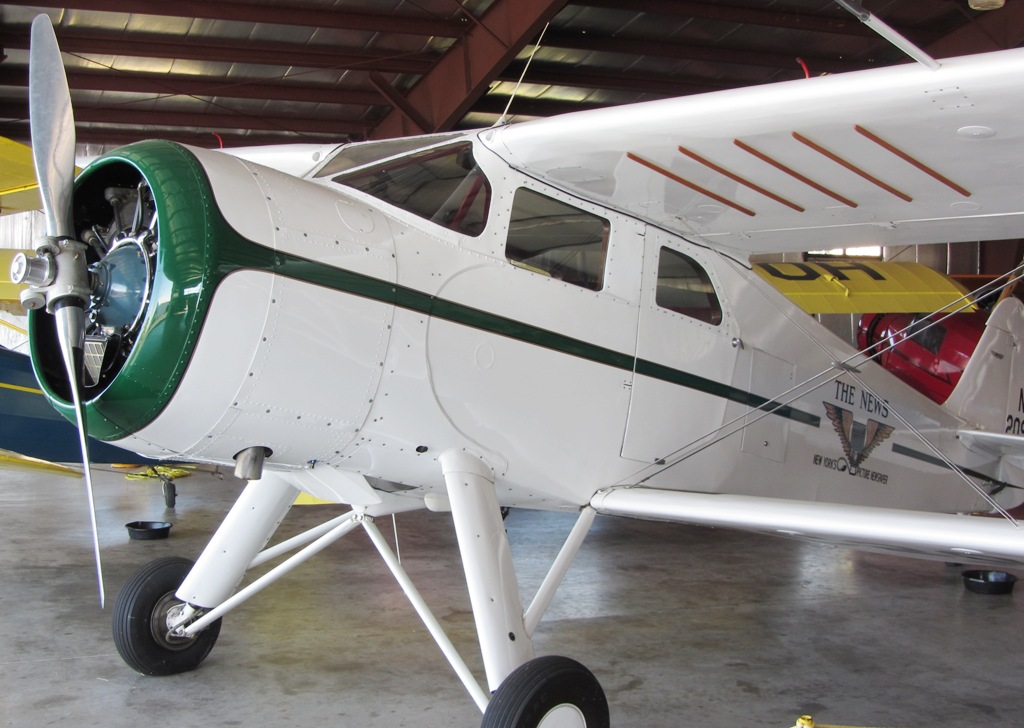
Waco ARE.

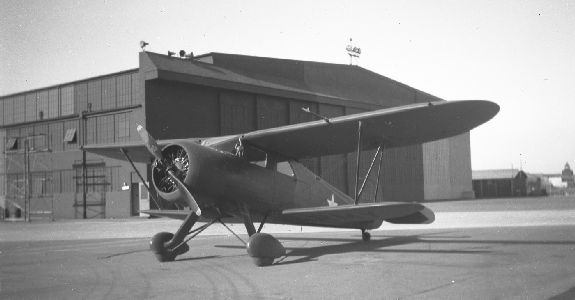
Waco SRE requisado como UC-72 de las USAAF.

ARE Aristocrat
Jacobs L-6 de 224 kW (300 hp), 4 construidos, uno requisado como UC-72A.
HRE Aristocrat
Lycoming R-680 de 213 kW (285 hp), 5 construidos, 2 requisados como UC-72C.
SRE Aristocrat
Pratt & Whitney R-985 Wasp Junior SB-2 de 298 kW (400 hp), 21 construidos, 12 requisados como UC-72.
WRE Aristocrat
Wright R-975 de 313 kW (420 hp), modelo ofrecido a clientes potenciales, pero ninguno construido.

### Aviones requisados
UC-72
 12 Waco SRE requisados para las USAAF.
UC-72A
Un Waco ARE requisado.
UC-72C
Dos Waco HRE requisados.

## Especificaciones (SRE)
Referencia datos: Simpson p. 576

### Características generales
- Tripulación: Uno (piloto)
- Capacidad: Tres pasajeros
- Longitud: 8,48 m
- Envergadura: 10,59 m
- Altura: 2,64 m
- Peso vacío: 1240 kg
- Peso máximo al despegue: 1905 kg
- Planta motriz: 1× motor radial de nueve cilindros refrigerado por aire Pratt & Whitney R-985 SB-2.
  - Potencia: 300 kW (400 hp)

### Rendimiento
- Velocidad máxima operativa (Vno): 325 km/h
- Velocidad crucero (Vc): 314 km/h
- Velocidad de entrada en pérdida (Vs): 92 km/h
- Alcance: 1722 km
- Techo de vuelo: 7200 m (23 500 pies)
- Régimen de ascenso: 7,9 m/s (1550 pies/min)

### Aeronaves similares
- Beech 17 Staggerwing
- Fairchild Model 45
- Howard DGA-15
- Spartan Executive
- Stinson Reliant

### Secuencias de designación
- Secuencia Alfabética (interna de Waco): A - C - E - F - G - M →